# Jens Robben
Jens Robben (* 27. April 1983 in Haselünne) ist ein ehemaliger deutscher Fußballspieler.

## Karriere
Jens Robben, Mittelfeldspieler, begann mit dem Fußballspielen im Emsland beim SV Erika Altenberge. Von 1997 bis 2003 durchlief er alle Auswahlmannschaften des NFV. Oberligist SV Meppen verpflichtete ihn in der Saison 2003/04.
In der Saison 2004/05 wechselte er zum Zweitligisten Eintracht Trier und trat zu zehn Ligaspielen an. Nachdem die Mannschaft am Ende der Saison aus der Zweiten Bundesliga abgestiegen war, spielte Robben noch ein halbes Jahr für die Regionalligamannschaft von Eintracht Trier.
Am 11. Januar 2006 unterzeichnete er einen Vertrag beim damaligen Regionalligisten Rot-Weiß Oberhausen. Nachdem er in der Mannschaft jedoch mehr und mehr in den Hintergrund gerückt war, verließ er den Verein im Sommer 2009 wieder.
In der nachfolgenden Zeit nahm er an einem Trainingslager der Sportfreunde Siegen teil, jedoch nahm er das Angebot nicht an und wechselte stattdessen am 23. Juli 2009 zu seinem alten Verein SV Meppen. Ab der Winterpause 2009/10 spielte Robben für ein halbes Jahr beim BFC Dynamo. Zur Saison 2010/11 wechselte der offensive Mittelfeldspieler zurück zum SV Meppen. Er gewann mit der Mannschaft den Meistertitel der Oberliga Niedersachsen, stieg 2011 in die Regionalliga Nord und im Jahr 2017 in die 3. Liga auf. Mit Ablauf der folgenden Saison 2017/18 beendete er seine aktive Laufbahn.